# Pascal Auréjac
Pascal Auréjac, né le 11 février 1963 à Clermont-Ferrand, est un footballeur français. Il évolue durant sa carrière de joueur au poste d'attaquant.

## Biographie
Pascal Auréjac débute au Stade clermontois (fusionnant pour former le Clermont FC en 1984) où il reste jusqu'en 1988. Il connaîtra néanmoins un intermède en 1982-1983 à l'Olympique de Marseille où il ne joue qu'un match. 
Il devient ensuite un joueur cadre du Stade ruthénois, disputant 88 matchs de deuxième division et 12 matchs de troisième division. Il termine sa carrière à l'Entente Nord Lozère de 1993 à 1995.
Par la suite, il devient libraire à Saint-Chély-d'Apcher. Il apparaît à ce titre dans la deuxième émission de la huitième saison de La Grande Librairie, en septembre 2015. La librairie s'appelle Le Rouge et le Noir, en référence au roman de Stendhal.